# Nina Rodrigues
Raymundo Nina Rodrigues (Vargem Grande, 4 de dezembro de 1862 – Paris, 17 de julho de 1906) foi um médico legista, psiquiatra, professor, escritor, antropólogo e etnólogo brasileiro. Notório eugenista, foi ainda dietólogo, tropicalista, sexologista, higienista, biógrafo e epidemiologista.
Nina Rodrigues é considerado o fundador da antropologia criminal brasileira e pioneiro nos estudos sobre a cultura negra no país. Foi o primeiro estudioso brasileiro a abordar a temática do negro como questão social relevante para a compreensão da formação racial da população brasileira, apesar de adotar uma perspectiva racista, nacionalista e cientificista em seu livro Os Africanos no Brasil (1890-1905).

## Vida
Filho do coronel Francisco Solano Rodrigues e de dona Luísa Rosa Nina Rodrigues, que seria descendente de um grupo de judeus que fugiam de perseguições na Península Ibérica, Nina nasceu na Fazenda Primavera, município de Vargem Grande, no Maranhão, onde passou a infância sob os cuidados da madrinha negra, que auxiliava sua mãe nos afazeres com a prole de sete filhos. Casou-se com Maria Amélia Couto Nina Rodrigues, conhecida como D. Maricas, e o casal teve apenas uma filha, Alice, que morreu logo depois do pai. Foi também genro do conselheiro Almeida Couto e concunhado de Alfredo Thomé de Britto, diretor da Faculdade de Medicina da Bahia de 21 de agosto de 1901 a 4 de junho de 1908, este casado com  D. Júlia de Almeida Couto Britto.
Estudou no Colégio São Paulo e no Seminário das Mercês, em São Luís. Segundo as suas próprias referências e as de seus colegas, parece ter tido uma saúde frágil. Em 1882, matriculou-se na Faculdade de Medicina da Bahia, seguindo o curso até 1885, quando se transferiu para o Rio de Janeiro, onde concluiu o quarto ano de faculdade. Voltou à Bahia no ano seguinte, quando escreveu seu primeiro artigo, sobre a lepra no Maranhão — "A Morféa em Anajatuba (Maranhão)".
Retornando ao Rio em 1887, concluiu o curso em 10 de fevereiro de 1888, defendendo a tese Amiotrophias de origem periférica, sobre três casos de paralisia progressiva numa família. No ano de 1888, clinicou em São Luís, mantendo consultório na antiga rua do Sol, hoje Nina Rodrigues. No Maranhão, realizou pesquisas sobre padrões de alimentação do povo, publicando seus resultados no jornal Pacotilha. Por causa de um desses artigos, em que atribui os problemas de saúde da população carente à má alimentação, foi apelidado de "Doutor Farinha Seca". Em 1889 passou a ocupar a cadeira de adjunto de Clínica Médica da Faculdade de Medicina da Bahia. Neste mesmo tempo vinha a dedicação a escrever artigos para a Gazeta Médica da Bahia, chegando à sua direção em 1891. Nesse mesmo ano é transferido para a cadeira de Saúde Pública, sendo professor de medicina legal. Tentou por várias vezes a criação da habilitação específica para perito médico que só veio a acontecer anos depois. Incompreendido e hostilizado por seus conterrâneos médicos, resolve fugir do provincianismo e do apelido derrisório, retornando no mesmo ano à Bahia, que será sua morada definitiva.
No dia 5 de abril de 1906, o médico foi indicado como delegado para representar a Faculdade de Medicina da Bahia no Quarto Congresso Internacional de Assistência Pública e Privada, que aconteceria em Milão, na Itália, nos dias 23 e 27 de maio. O estado de saúde de Nina não estava bom depois de ter contraído uma grave infecção durante uma viagem que realizou ao Conde, que fica no litoral norte da Bahia. Para se recuperar da infecção, foi para a cidade de Alagoinhas, que fica a 100 Km da capital baiana. Dias depois ele retorna com estado de saúde melhor a Salvador para receber o convite da Universidade. Porém no dia da partida para a Europa, ele se encontrava pálido e débil, apesar da sua recuperação. Embarcaram com ele a sua esposa, Maria Amélia Couto Nina Rodrigues, e sua filha, Alice Nina Rodrigues, que na época tinha doze anos. Durante a viagem marítima, a doença avançou e na noite do desembarque ao aportar em Lisboa no dia 17 de maio, Nina apresentou uma crise de hemoptise, que é quando uma quantidade de sangue oriunda das vias aéreas e dos pulmões passa pela glote. Assim que chegou a Portugal, recebeu atendimento médico. O exame radiológico dos pulmões atestou excluiu uma possível tuberculose pulmonar e um jornal da capital lusitana, o "Correo da Europa" publicou na sua edição que Nina sofria de câncer no fígado. Apesar do jornal afirmar tal enfermidade, os diagnósticos médicos apontavam também para uma possível colecistite calculosa. A solução era uma operação, a qual Nina se negava a fazer.
Na época, Paris era o centro mais avançado em saúde no continente europeu, logo o médico maranhense se encaminhou para a França no dia 19 de junho e é bem recebido pelos colegas de profissão. Em território francês, enquanto a doença avança, recebe diferentes diagnósticos como dilatação do coração e da aorta, tuberculose do pericárdio, abcesso aureolar do fígado e tuberculose da pleura, pericárdio e do diafragma. Apesar da doença, ele seguia obstinado com suas funções. Dias depois de uma melhora da enfermidade, Nina Rodrigues foi visitar fornecedores dos instrumentos que viriam a equipar o futuro instituto médico-legal que estava em construção na cidade de Salvador. No dia 10 de julho, enquanto assistia autópsias e coletava informações para a implantação de serviços mais avançados da área na Bahia, Nina tem um mal súbito e desmaia. Três dias depois, no seu quarto do Nouvel Hotel, tem mais uma vez uma fase de hemoptise e afirmou aos amigos, em torno das três horas da manhã, que “isso é o começo do fim”. As visitas ao quarto de Nina foram suspensas e somente um médico residente em Paris, que não se sabe o nome, e o colega brasileiro, o Dr. Eduardo Moraes, acompanharam seus últimos momentos. Antes de morrer, ele pede um padre e fala a esposa para que ela retornasse ao Brasil com a família do amigo Dr. Eduardo de Moraes.
Raimundo Nina Rodrigues faleceu na França às 7 horas da manhã do dia 17 de julho de 1906. O professor Brouadel, um dos médicos-legistas a quem Nina Rodrigues mais admirava, e que ocupava o cargo de diretor Faculdade de Medicina de Paris, foi o responsável pelo processo de autópsia e envio do corpo ao território brasileiro. Como o transporte entre os continentes era demorado, foi necessário embalsamar o cadáver de Nina para a longa viagem. A notícia da sua morte chegou ao Brasil por um telegrama e comoveu toda a categoria médica. Assim que o diretor da Faculdade de Medicina da Bahia, Dr Alfredo Tomé de Britto, soube da notícia, mandou suspender as aulas e colocou a bandeira nacional a meio mastro. O enterro só aconteceu na Bahia no dia 11 de agosto do mesmo ano, quase um mês depois de sua morte. O corpo de Nina foi recebido com grande honra na capital baiana e devido à sua importância, em solicitação ao Ministério do Interior foi requerido pelos alunos da Faculdade de Medicina da Bahia que todos os custos relacionados ao funeral fossem pagos pelo governo federal, já que ele tinha ido para o exterior representando o país em uma viagem oficial, porém todas as despesas foram pagas pela comunidade acadêmica da Bahia. Pela moeda corrente da época, as despesas que custearam desde o translado do corpo a até o enterro custaram cerca de 20 mil contos de réis. Ao chegar no porto da cidade de Salvador, o corpo seguiu em cortejo fúnebre até a Mosteiro de São Bento, onde chegou às 6 da tarde. No mosteiro beneditino, Nina foi velado, com a ajuda do revezamento de quinze turmas da faculdade, cada uma com quinze estudantes até o momento da missa, e que logo após ocorreu a saída em direção ao cemitério. O corpo foi enterrado no Cemitério do Campo Santo, no bairro da Federação onde hoje se encontra uma lápide branca do considerado fundador da medicina legal na Bahia.

## Salvador: tropicalista, legista e antropólogo
Em Salvador, que tinha mais de dois mil africanos catalogados à época da abolição da escravatura (1888), dedicou-se também à clínica médica e ao atendimento da população menos favorecida, majoritariamente negra, sendo então chamado Doutor dos Pobres.
Em 1889, prestou concurso para a Faculdade de Medicina da Bahia, vindo a ocupar o lugar de adjunto da Cadeira de Clínica Médica, cujo titular era o conselheiro José Luís de Almeida Couto, republicano histórico, abolicionista e político de projeção nacional.
Segue abaixo a transcrição paleográfica do registro da carta manuscrita de Nina Rodrigues com dados sobre sua nomeação e posse como docente da Faculdade de medicina da Bahia, em 1889:

Registro da Carta do Dr. Raymundo Nina Rodrigues
“Attendendo ao merecimento e às habilitações que em concurso mostrou o Doutor Raymundo Nina Rodrigues, Hei por bem momeal-o para o logar de adjunto à 2ª cadeira de clinica médica da Faculdade de Medicina da Bahia, com o vencimento que lhe competisi. Palacio do Rio de Janeiro em seis de setembro de mil oitocentos e oitenta e nove, sexagesimo oitavo da Independencia e do Imperio. Com a rubrica de sua Magestade o Imperador. Barão de Loreto. Cumpra-se e registra-se Palacio da Presidencia da Bahia, 27 de setembro de 1889 Almda Coreto. Nº 2032. 3 of. Pagou trinta mil reis, Re. e B. provinceal 27 de setembro de 1889. O Fiel. A. Guimarães. O escrivão. N. Carneiro da Rocha. Registrada afl 216 N do livro de diplomas imperiaes. Secretaria do Governo da Bahia, 28 de setembro de 1889. C. Seabra. Cumpra-se e registra-se. Bahia e Faculdade de Medicina 28 de setembro de 1889. Dr José Olimpio. Prestou juramento e tomou posse no dia 28 de setembro de 1889. Dr. T. A. Gaspar."
Mas seu objeto de estudo e pesquisa estava fora dos limites físicos da instituição acadêmica. Por isso, não abria mão de conviver com as mazelas da população excluída do centro de poder por mais criticado que fosse. "Nina está maluco! Frequenta candomblés, deita-se com as inhaôs [sic] e come a comida dos orixás", era uma frase típica das picuinhas dos seus colegas catedráticos, segundo narra o discípulo e admirador Estácio de Lima, no livro Velho e Novo Nina. Em seus manuscritos, ele dava destaque a posição da figura feminina nos círculos de candomblé, principalmente quando falava dos terreiros mais conhecido de Salvador que ficam nos bairros de Gantois, Engenho Velho e Garcia. Segundo ele, era necessário anotar que todos esses espaços eram liderados por mães-de-santo, citando os nomes das mães-de-santo Julia, Isabel, Livaldina, Thecla, a mãe da Calçada do Bonfim, entre outras, reforçando a ideia de que a "Salvador africana" tinha muitas lideranças femininas.
Num tempo marcado pela intolerância racial, o professor Faculdade de Medicina da Bahia demonstrava afeição à cultura negra e olhar científico às religiões de matriz africana. Ele visitava terreiros em Salvador e no recôncavo baiano, os fazendo como campo de pesquisa. Segundo a escritora Lilia Schwarcz, Nina procurou fazer de suas teses não uma questão pessoal, mas uma matéria de ciência, fartamente amparada na bibliografia da época. Ele nunca excluiu a ideologia da inferioridade do negro e após a sua morte ele deixou um legado como o fundador da antropologia brasileira, mas também como o “primeiro etnógrafo do Brasil urbano”, por ter deixado uma “etnografia detalhada e verossímil da religião afro-brasileira”.
Após o final da Guerra de Canudos, o crânio de Antônio Conselheiro foi exumado em 1897 e enviado à Faculdade de Medicina da Bahia para estudos, onde se esperava encontrar sinais da "criminalidade nata", segundo a concepção da antropologia criminal da época. Juntamente com o diretor da faculdade, Pacífico Pereira, e do psiquiatra Juliano Moreira, o diagnóstico de Nina Rodrigues não observou "nenhuma anormalidade que demonstre traços de degenerescência".
Nina Rodrigues e Alfredo Thomé de Britto, também médico e mais tarde diretor da Faculdade de Medicina da Bahia, casaram-se com filhas do conselheiro Almeida Couto. A família conta que cada um deles fora, antes, noivo da irmã que casaria com o outro.[carece de fontes?]
Os seus estudos foram de tamanha importância, que foi feita escola em relação a esse assunto: a escola Nina Rodrigues. Sua poderosa e original obra intelectual fez com que possuísse muitos discípulos, que em sua maioria eram admiradores deste profissional que ao longo de sua carreira foi professor da Universidade Federal da Bahia, em 1889; foi sócio efetivo e vice-presidente da Sociedade Médico Legal de Nova Iorque; membro honorário da Academia Nacional de Medicina, do Rio de Janeiro; e membro estrangeiro da Societé Médico Psychologique, de Paris, além de pertencer a Escola Tropicalista da Bahia.
Em Salvador, a chamada Escola Tropicalista Baiana, foi um grupo formado por volta de 1860 em torno da Gazeta Médica da Bahia. O grupo era constituído, informalmente, por médicos que se dedicaram à pesquisa da etiologia das doenças tropicais que acometiam as populações pobres do país, sobretudo os negros escravos. O grupo desenvolvia estudos anatomopatológicos. De início, Nina dedicou-se a pesquisas sobre o beribéri, defendendo a doutrina microbiana de Pasteur; mas acabou por abandonar esse trabalho, alegando falta de pessoal especializado e do equipamento de laboratório necessário para acompanhar os desenvolvimentos da ciência médica, a partir das descobertas de Pasteur, Koch (1843-1910), Claude Bernard (1813-1878) e outros. Afasta-se do grupo em 1897, depois de ter atuado como principal colaborador da Gazeta Médica da Bahia, da qual fora diretor entre 1890 e 1893, tendo publicado artigos sobre temas que faziam parte da agenda dos tropicalistas, tais como beribéri e lepra, além de abordar as doenças de maior incidência no Brasil e a necessidade de reforma do sistema de saúde na Bahia.
Em uma segunda incursão na classificação racial da população, dessa vez de âmbito nacional, num artigo publicado em 1890, na Gazeta Médica e no Brazil Médico do Rio de Janeiro, aparece pela primeira vez a rubrica antropologia — "anthropologia patológica". Escreve também uma nota apoiando a iniciativa de Brás do Amaral — professor de Elementos de Antropologia, no Instituto de Instrução Secundária de Salvador — de iniciar uma coleção de "objetos antropológicos" — esqueletos, chumaços de cabelo e recortes de pele dos índios do Estado. No Terceiro Congresso Brasileiro de Medicina e Cirurgia, reunido em Salvador em outubro daquele ano, e de cuja comissão executiva Nina Rodrigues fora eleito tesoureiro pela Congregação da Faculdade, ele apresentaria três trabalhos — sendo um deles o relatório de uma autópsia que fizera — a única realizada durante uma epidemia de influenza que ocorrera recentemente na Bahia.[carece de fontes?]
O desligamento de Nina Rodrigues marca o término da Escola Tropicalista Baiana. Daí em diante, ele passaria a se dedicar a estudos sobre a biossociologia brasileira, na qual o biológico era entendido como determinante do social, inspirando-se nas teorias de Cesare Lombroso (1836-1909), em medicina legal, e de Wilhelm Wundt (1832-1920), em psicologia social — teorias que compunham um pensamento racista acerca da superioridade da raça branca, baseado em uma discutível interpretação das ideias de Herbert Spencer (1810-1903), Charles Darwin (1809-1882) e Francis Galton (1822-1911). Os estudos de Nina Rodrigues voltaram-se, assim, para problemas de raça e cultura, em geral, e de crimes, em particular, tendo como viés, além daquelas teorias, os preceitos positivistas de Auguste Comte. Concluiu que a herança racial não era apenas a chave para a predisposição a certas doenças, mas que os africanos e os povos miscigenados eram também mais predispostos à criminalidade. Embora o seu argumento da inferioridade da raça negra não fosse comprovado cientificamente, a produção científica de Nina Rodrigues foi reconhecida e respeitada por seu pioneirismo nos estudos dedicados à cultura afro-brasileira. Reuniu informações importantes a respeito nas áreas de literatura, etnografia, folclore, política, costumes e filosofia, numa época em que havia uma preocupação em negar as influências africanas na cultura brasileira.[carece de fontes?]

### Medicina legal
Em 1891, assumiu a cadeira de Medicina Pública — ocupada anteriormente por Virgílio Damásio. Tempos depois, assumiu a cadeira de medicina legal, cuja criação fora proposta por Damásio. e depois veio a se aposentar. Juntamente com um grupo de médicos formado por Alfredo Britto, Juliano Moreira, Pacheco Mendes, entre outros, promoveu a fundação da Sociedade de Medicina Legal da Bahia, do qual foi presidente, e na mesma época também criou a Revista Médico Legal da Bahia, que era órgão da sociedade, do qual veio a ser membro do conselho editorial. Ambas as iniciativas viriam a desaparecer dois anos depois de sua criação. Com a aposentadoria de Damásio, empenhou-se desde então para por em prática as propostas do seu antecessor que, depois de visitar vários países da Europa, sugerira, em seu relatório da visita, a implantação do ensino prático e a nomeação dos professores de medicina legal como peritos da polícia. Na medicina legal, como em tudo o mais, promoveu importantes transformações. Afrânio Peixoto nos conta que Nina "deu tal lustro à especialidade que, por todo o país, foi a cadeira mais ambicionada".[carece de fontes?]
Em 1904, fez novamente um apelo sobre a importância de regulamentação da figura do perito, junto ao congresso para que houvesse a unificação das leis processuais, no Rio de Janeiro, onde ainda era a capital federal e compilou diversos casos médico-legais, que vieram a ser publicadas na Revista dos Cursos. Na mesma revista também foram publicadas as bases do acordo entre a Faculdade e a Secretaria de Segurança Pública para que as perícias policiais pudessem ser realizadas sob direção dele, que era professor de Medicina Legal. Esses viriam ser os primeiros documentos formais sobre uma colaboração realizada entre a faculdade e a polícia.
Com o resultados de seus estudos, propôs uma reformulação no conceito de responsabilidade penal, sugeriu a reforma dos exames médico-legais e foi pioneiro da assistência médico-legal a doentes mentais, além de defender a aplicação da perícia psiquiátrica não apenas nos manicômios, mas também nos tribunais. Além disso, analisou em profundidade os problemas do negro no Brasil, fazendo escola no assunto.[carece de fontes?]
O Instituto Médico Legal Nina Rodrigues (IMLNR), o mais antigo dos quatro órgãos que compõem a estrutura do Departamento de Polícia Técnica da Bahia, foi criado (1906) pelo Prof. Oscar Freire e denominado Nina Rodrigues pela Congregação da Faculdade de Medicina da Bahia, em homenagem ao eminente catedrático de Medicina-Legal, falecido naquele mesmo ano, aos 44 anos de idade.
A posição singular de Nina Rodrigues na história do pensamento antropológico brasileiro (que deve ser remetida à leitura de obras como As raças humanas e a responsabilidade penal no Brasil, O animismo fetichista dos negros da Bahia e Os africanos no Brasil), foi estudada pela professora Mariza Corrêa (Unicamp), em As ilusões da liberdade: a Escola Nina Rodrigues e a antropologia no Brasil.
Muitos dos trabalhos desenvolvidos por Nina Rodrigues foram destruídos em um incêndio em janeiro de 1905, que aconteceu em parte das instalações da Faculdade de Medicina da Bahia, e no meio de toda essa destruição estava o laboratório de Medicina Legal, local onde Nina trabalhava. Segundo o jornal da época, o Diário da Bahia, foram consumidos pelo fogo “diversos trabalhos seus de importância científica; trabalhosa coleção de ossos humanos, cerca de 50, medidos e tratados; a cabeça de Antonio Conselheiro, o crânio de Lucas da Feira, além de uma outra coleção de crânios escolhidos, o que foi enormíssima perda”.
Com a morte de Nina, o seu sucessor, Oscar Freire, viria a revalidar os acordos em 1907, e automaticamente renovados nos anos seguintes. Com essa ação, a figura do perito foi apropriada pela Faculdade de Medicina da Bahia, o que viria a ser seguido pelas cidades do Rio de Janeiro e São Paulo, depois de muito esforço dos alunos de Nina, Oscar Freire e Afrânio Peixoto. Porém, cerca de quase 60 anos depois, as atividades de perícias médico-legais retornaram as mãos das secretarias de Segurança Pública.

## Visão sobre os negros
Nina Rodrigues se destacou através dos seus estudos, provocando debates na sociedade brasileira sobre a formação da sua composição multiracial no país que ainda se construía. No período que equivale entre 1870 e 1930, o Brasil foi dominado por produções intelectuais com foco na questão racial, com o objetivo de compreender melhor como se constituía a sociedade brasileira. No período histórico entre 1870 e 1910, se destacam os estudos etnográficos, psicopatológicos, médico-legais e antropométricos de Nina Rodrigues, representada pela construção de um Brasil moderno. Esse momento coincidentemente é o mesmo período que ocorre a Abolição da escravatura (1888), logo a presença dos negros e mestiços brasileiros passaria a ser considerado um problema, já que muitas teorias oriundas do exterior apontavam para a formação de um país mestiço com clima tropical, criando a expectativa de um país que não teria sucesso. Logo, tornou-se campo de estudo do ponto de vista científico, com os olhares voltados para a teoria da degenerescência e dos determinismos climático e racial.
Durante mais de uma década, o etnólogo desenvolveu pesquisas sobre questões relacionados ao resgate da memória da população negra no Brasil. Entre suas ações se encontram a investigação da procedência dos escravos deportados, a busca línguas que eram faladas nas tribos, bem como os seus usos e costumes. Uma das suas atividades era a realização da história oral, através de entrevistas, em diferentes regiões da Bahia, com o objetivo de registrar a vida, hábitos e o cotidiano dos africanos, e da mesma forma tentava decifrar o enigma criado pelos portugueses, para esconder a realidade do tráfico de escravos. Nina dedicou muito tempo de sua vida para escrever seus textos sobre os negros na Bahia, o que o fez enfrentar o preconceito local. Para tanto, segundo a tradição baiana, ele recebeu o apelido de “negreiro” por conta do desenvolvimento de suas pesquisas.
Nina Rodrigues defendeu ideias que hoje podem ser qualificadas como racistas, mas, à época, eram consideradas científicas e avançadas. Ele foi fortemente influenciado pelas ideias do criminólogo italiano Cesare Lombroso. No ano da abolição da escravatura, escreveu: "A igualdade é falsa, a igualdade só existe nas mãos dos juristas". Em 1894, publicou um ensaio no qual defendeu a tese de que deveriam existir códigos penais diferentes para raças diferentes.[carece de fontes?]
Nina Rodrigues foi um dos introdutores da antropologia criminal, da antropometria e da frenologia no país. Em 1899 publicou Mestiçagem, Degenerescência e Crime, procurando provar suas teses sobre a degenerescência e as tendências ao crime dos negros e mestiços. Os demais títulos publicados também não deixam dúvidas sobre seus objetivos: "Antropologia patológica: os mestiços", "Degenerescência física e mental entre os mestiços nas terras quentes". Para ele, negros e os mestiços se constituíam na causa da inferioridade do Brasil.[carece de fontes?]
Na sua grande obra, Os Africanos no Brasil, escreveu: "Para dar-lhe [a escravidão] esta feição impressionante foi necessário ou conveniente emprestar ao negro a organização psíquica dos povos brancos mais cultos (…) O sentimento nobilíssimo de simpatia e piedade, ampliado nas proporções duma avalanche enorme na sugestão coletiva de todo um povo, ao negro havia conferido (…) qualidades, sentimentos, dotes morais ou ideias que ele não tinha e que não podia ter; e naquela emergência não havia que apelar de tal sentença, pois a exaltação sentimental não dava tempo nem calma para reflexões e raciocínios".[carece de fontes?]
Segundo Nina, a inferioridade do negro — e dos não brancos — seria "um fenômeno de ordem perfeitamente natural, produto da marcha desigual do desenvolvimento filogenético da humanidade nas suas diversas divisões e seções". No Brasil os arianos deveriam cumprir a missão de não permitir que as massas de negros e mestiços pudessem interferir nos destinos do país. "A civilização ariana está representada no Brasil por uma fraca minoria da raça branca a quem ficou o encargo de defendê-la (…) (dos) atos antissociais das raças inferiores, sejam estes verdadeiros crimes no conceito dessas raças, sejam, ao contrário, manifestações do conflito, da luta pela existência entre a civilização superior da raça branca e os esboços de civilização das raças conquistadas ou submetidas".
Nina Rodrigues é identificado com um personagem professor Nilo Argolo, do livro Tenda dos Milagres, de Jorge Amado. O nome do livro escrito pelo personagem é Mestiçagem, Degenerescência e Crime, o que o liga diretamente a Nina Rodrigues.

## Produção teórica
Estima-se que sua obra inclua cerca de sessenta livros e artigos sobre temas que abrangem diversas especialidades médicas, particularmente medicina legal, antropologia, direito, psicologia e sociologia, publicados em jornais da época, tais como Gazeta Médica da Bahia (da qual foi redator chefe); Jornal do Comércio; Revista Médica de São Paulo; Revista Brazileira; Revista Médico Legal da Bahia, (órgão da Sociedade, cujo conselho editorial integrava). Houve também publicações internacionais nas sul-americanas La Semana Médica e Archivos de Criminologia, Medicina Legal y Psichiatria, de Buenos Aires; e edições européias, como na italiana Archivio di Psichiatria, Scienze Penali e Antropologia Criminale, de Turim, Annales de la Societé de Médicine Légale de Belgique, da Bélgica. Alguns dos seus trabalhos publicados em francês ainda estão inéditos na língua portuguesa, como por exemplo "Atavisme psychique et paranóia", publicado nos Archives de Anthropologie Criminel de Lion em 1902 e "La paranóia chez les nègres", publicado no ano seguinte, pela mesma revista. Artigos também foram publicados nos periódicos parisieses Annales Médico-Psychologiques, Annales d’Hygiène Publique et de Médicine Légale. Entre seus livros, destacam-se As raças humanas e a responsabilidade penal no Brasil (1894), O animismo fetichista dos negros da Bahia (1900) e Os africanos no Brasil (1932).
Levando em conta os vinte anos de produção literária produzida pelo autor, pode-se classificar a produção do pesquisador em quatro grandes áreas: medicina legal, psiquiatria forense e antropologia física; os estudos de organização sanitária pública; os estudos de psicopatologia comparada e, a etnografia dos povos africanos da Bahia. De todos os temas citados acima, o que mais foi representativo e que envolveu toda sua obra foi sobre a criminalidade entre negros e mestiços. Nina estudou diferentes casos de delitos que envolviam negro e mestiços através do estudo dos corpos, mentes e histórias de vida de cada um dos envolvidos para tentar entender as reais motivações que levavam as pessoas a cometer crime. Seguindo essa linha de estudo, em 1899, Nina Rodrigues escreveu o artigo Mestiçagem, Degenerescência e Crime. Nele, o autor citava casos de crimes cometidos por mestiços. Através do artigo, ele buscou diferenciar a influência da degeneração nas pessoas que cometiam o crime. Para conseguir realizar esta análise, ele fez estudos craniométricos e fisiognômicos dos criminosos, com base nos parâmetros da criminologia. Desta forma conduziu analisando os casos e, através da sua tese, confirmou que não há uma responsabilidade individual, e por isso deveriam ser atenuados, já que que os crimes são produtos do cruzamento de raças distintas, o que provoca a degenerescência recorrente por conta deste cruzamento.
Visto que na época, se encontrava uma ampla discussão entre monogenístas, pessoas que não acreditavam na evolução e eram ligado a ideia de que existia um gradiente de perfeição em que existiam ia de pessoas perfeitas a menos perfeitas, partindo de um ancestral comum; e os poligenístas, que lidados à ciência, acreditavam que os homens eram resultados das leis biológicas e naturais, ocasionando as diferentes origens humanas. Logo, Nina Rodrigues quis levantar a questão se o mestiço era ou não eugenésico — ou seja, se tinha capacidade de trazer melhoria aos seus descendentes –, com a ideia de trazer o debate se os mestiços eram um produto normal e socialmente viável ou se eles formariam uma raça inferior, incapaz e degenerada.
Graças a uma de suas publicações, intitulada Epidemiologista: estudo histórico de surtos de beribéri em um asilo para doentes mentais na Bahia, publicada na Revista dos Cursos e no Diário da Bahia, Nina conseguiu salvar vidas. O catedrático da Faculdade de Medicina descreveu sobre a epidemia de beribéri que vitimou metade da população do Asilo São João de Deus, em Salvador. Como consequência de sua campanha, os pacientes com problemas psiquiátricos se salvaram por um convênio realizado entre a faculdade e o governo do Estado para a construção de um novo hospital. Nina Rodrigues teve um papel fundamental nesse processo, integrando a comissão nomeada para o planejamento. Além de Nina, Antonio Pacífico Pereira e Luiz Pinto de Carvalho fizeram parte da comissão que produzira o relatório. Em resumo, o relatório da comissão que foi publicada na Revista dos Cursos e entregue ao diretor Alfredo Britto, descrevia como a planta do asilo deveria ser, caracterizava como ocorreria o seu funcionamento e detalhava o planejamento da organização do ensino de Clínica Psiquiátrica e do asilo de alienados do Estado.
Nina Rodrigues também fez uma análise sobre a provável histeria no município de Canudos, no interior da Bahia através das obras A loucura epidêmica de Canudos: Antônio Conselheiro e os jagunços, de 1897; e em Epidemia de loucura religiosa em Canudos; história médica do alienado meneur, de 1901. Segundo o estudioso, foi em um ambiente sociologicamente instável, que também pode ser avaliada como um período marcado por uma crise social e religiosa, que “Antônio Maciel cavou os fundos alicerces do seu poderio material e espiritual quase indestrutível”.
Ao analisar o crânio de líder Antônio Conselheiro, Nina afirma que ele “é seguramente um simples louco”. Outro ponto que Rodrigues levanta, é que a associação e a comunicação entre as pessoas já enfermas e predispostas que fazem parte de uma mesma comunidade são capazes de compartilhar a loucura entre si e isso nada mais é que “o reflexo senão de uma época pelo menos do meio” de que fazem parte. Logo, qualquer motivo ou causa imediata poderia desencadear uma explosão de “histeria” coletiva. Com a derrota da comunidade e a morte de Antônio Conselheiro, Nina concluiu que o crânio do líder era um “crânio normal”, o que ia contra tudo o que ele tinha estudado pelas escolas criminalísticas italiana com influencia de Cesare Lombroso, Enrico Ferri e Raffaele Garofalo e a francesa, liderada por Alexandre Lacassagne e Paul Broca. Nos seus estudos, Nina defendia que para se entender o que aconteceu em Canudos, ia mais além do que a análise da cor da pele e o tipo da cabelo, mas sim influencias sociais que vieram a moldar o comportamento da população do pequeno município do interior da Bahia.

## Publicações selecionadas
- Regime alimentar no Norte do Brasil (1881)
- A Morféia em Andajatuba (1886)
- Das amiotrofias de origem periférica (Tese doutourado, 1888)
- As raças humanas e a responsabilidade penal no Brasil (1894)[25]
- O animismo fetichista dos negros baianos (1900)
- O alienado no Direito Civil Brasileiro (1901)[26]
- Manual de autópsia médico-legal (1901)
- Os Africanos no Brasil (1932)[27]
- SILVA, Leonardo Dantas,; RODRIGUES, Nina. Estudos sobre a escravidão negra. Recife: Fundação Joaquim Nabuco, Editora Massangana, 1988. 2 v. (Serie Abolição; 15, 17). ISBN 8570191618 (v. 1).
- RODRIGUES, MARIA REGINA NINA; MARANHÃO. Maranhão: do europeismo ao nacionalismo: politica e educação. São Luis: Plano Editorial, SECMA, 1993. 224p. ISBN 8572070648
- As Coletividades anormais (1939)